# The Empire Strikes Back: A Posttranssexual Manifesto
The Empire Strikes Back : A Posttranssexual Manifesto (L'Empire contre-attaque : un manifeste posttranssexuel) est un essai de 1987 écrit par Sandy Stone. Il est considéré comme le texte fondateur des études transgenres dans le milieu universitaire, d'autres travaux critiques sur les personnes transgenres émergeant à la suite de sa publication. Il examine comment les femmes transgenres ont été historiquement perçues, étudiées et traitées par l'establishment médical occidental.
Dans l'essai, Stone critique la recherche médicale et la théorie qui jugent les personnes transgenres trop irrationnelles ou abîmées psychologiquement pour se représenter, ainsi que l'institutionnalisation du passing et son rôle dans la reproduction des normes binaires de genre qu'elle considère comme sexistes. Stone soutient que ces phénomènes sociaux ont empêché les personnes trans de participer à la construction de leur propre discours et ont des conséquences psychiques, sociales et politiques négatives. En réponse, elle propose la formation d'un contre-discours qui perturbe les compréhensions binaires du genre, permettant ainsi aux personnes transgenres de parler en tant que sujets trans.
Le travail a été réalisé en grande partie en réponse aux attaques personnelles de Janice Raymond dans son livre de 1979 The Transsexual Empire: The Making of the She-Male, ainsi qu'au harcèlement ciblé que Stone a subi quand elle travaillait chez Olivia Records.

## Contexte
The Empire Strikes Back: A Posttranssexual Manifesto a été écrit en 1987 (1991 pour la version finale) principalement en réponse au livre de 1979 de Janice Raymond, The Transsexual Empire: The Making of the She-Male,. Ce livre comprend des critiques de Stone - une femme transgenre - concernant son emploi d'ingénieure du son au label de musique pour femmes Olivia Records,. Stone a également été la cible d'un harcèlement organisé de la part de féministes radicales trans-exclusives (TERF) exigeant son expulsion d'Olivia Records. Certaines ont fait valoir que le texte de Janice Raymond avait favorisé ces comportements agressifs en leur donnant un semblant de légitimité. Stone a finalement quitté Olivia Records et a ensuite poursuivi ses objectifs dans le milieu universitaire,,,.    
Stone a terminé son essai en tant que doctorante à l'Université de Californie à Santa Cruz (UCSC), où elle avait étudié avec Donna Haraway. Elle faisait partie du programme d'histoire de la conscience, qui comprenait des membres du corps professoral tels qu'Angela Davis, Gloria Anzaldúa, Donna Haraway et Teresa de Lauretis,.  

### Historique des publications
Stone a écrit l'essai en tant que projet étudiant de première année en 1987,. En 1988, elle a présenté l'essai pour la première fois à la conférence «Other Voices, Other Worlds: Questioning Gender and Ethnicity», tenue à l'UCSC, où Stone était alors doctorante. 
L'essai a été publié en 1991 dans l'anthologie Body Guards: The Cultural Politics of Gender Ambiguity. En 2006, l'essai a été inclus dans The Transgender Studies Reader.

## Résumé
Tout au long de l'essai, Stone examine plusieurs représentations de «transsexuels» homme-femme, y compris des autobiographies, des biographies et de la littérature médicale. Elle commence par l'étude d'un passage de Conundrum de Jan Morris (1974) et poursuit en analysant le récit de Niels Hoyer centré sur Lili Elbe dans Man Into Woman (1933), l'autobiographie de Hedy Jo Star I Changed My Sex! (1963) et Canary Conn's Canary (1977). Ces récits sont tous discutés de manière critique pour leur représentation du transsexualisme comme un simple passage de l'homme à la femme sans ambiguïté ni période intermédiaire, et pour leur tendance à renforcer « un mode d'identification de genre binaire et oppositionnel ». 
Le rôle des médecins et de la littérature médicale (en) dans le renforcement de cette binarité est également discuté. Stone fait  référence au rapport de Niels Hoyer selon lequel après une opération de changement de sexe, l'écriture de Lili Elbe a radicalement changé et elle a commencé à s'évanouir à la vue du sang. L '«école de charme» ou la «clinique de toilettage» de la Stanford Clinic est également citée comme un moyen clair par lequel les médecins à prédominance masculine ont cherché à enseigner aux femmes transsexuelles comment «se comporter comme des femmes». 
Dans la quatrième section, « Whose story is this, anyway? (en français : À qui est cette histoire, de toute façon ?), l'essai explique dans quelle mesure la recherche et les écrits sur le transsexualisme ont été réalisés par des personnes qui ne sont pas transsexuelles, et que les femmes transsexuelles sont similaires aux femmes cisgenres en ce sens que les deux ont été historiquement « infantilisées » et jugées trop « illogiques » pour parler d'elles-mêmes dans les domaines de la science et de la littérature. 
Stone problématise également la catégorisation du transsexualisme dans le Manuel diagnostique et statistique des troubles mentaux (DSM) en tant que trouble en 1980, citant les études de Leslie Lothstein sur les diagnostics différentiels pour les personnes transsexuelles et d'autres sources décrivant le transsexualisme comme une forme de maladie mentale, qui utilisaient pour la plupart une méthodologie douteuse, telles que la sélection d'échantillons composés uniquement de personnes gravement malades ou de professionnelles du sexe. 
En outre, Stone affirme que les critères de diagnostic de Harry Benjamin pour le transsexualisme ont créé une boucle de rétroaction, dans laquelle les personnes transsexuelles se sont délibérément conformées aux critères afin d'être considérées comme éligibles à la chirurgie, amenant les médecins à croire que les critères étaient une méthode précise pour différencier les personnes transsexuelles des autres. Ainsi, les personnes  transsexuelles et les médecins avaient commencé à »poursuivre des objectifs séparés«. Ceci est expliqué plus en détail dans l'encyclopédie de philosophie de Stanford, qui déclare : « En même temps, soutient Stone, les personnes transsexuelles ont également développé leurs propres sous-cultures ainsi que des pratiques distinctives au sein de ces sous-cultures qui vont entièrement à l'encontre de la version officielle de la transsexualité (telle que s'entraider pour savoir quoi dire et comment agir afin d'être médicalement désigné comme transsexuelle). ».

### Critique du féminisme radical
Stone a affirmé qu'elle comprenait et partageait dans une certaine mesure les soupçons de ses détractrices féministes, soulignant que les récits autobiographiques et officiels de la transsexualité avaient tendance à reproduire des normes sexistes, déclarant : « Il n'est peut-être pas surprenant que tous les récits que j'ai rapportés ici sont similaires dans leur description de la « femme » comme fétiche masculin, comme reproduisant un rôle socialement imposé, ou comme constituée par un genre performatif. ». Elle discute du féminisme radical de manière critique non pas pour son appréhension de cette tendance, mais plutôt pour ses objectifs de réduire les femmes trans à des instruments de la domination patriarcale et de les rejeter comme sujets parlants éligibles dans leur propre discours.
Stone réprimande directement Raymond pour ce qu'elle appelle le «sectarisme inexcusable», en particulier l'affirmation de Raymond selon laquelle «toutes les transsexuelles violent le corps des femmes». Citant cette phrase comme exemple, Stone critique ouvertement la tendance des féministes radicales trans-exclusives à totaliser les femmes trans comme « ... les robots d'un patriarcat insidieux et menaçant, une armée extraterrestre conçue et construite pour infiltrer, pervertir et détruire les 'vraies' femmes ». 

À la lumière de ces conflits, Stone déclare qu'elle ne préconise pas un «discours partagé» avec le féminisme, car les femmes trans ne subissent pas toujours une oppression commune avec les «naturels génétiques» avant la transition. Elle argumente plutôt :
Je suggère que nous commencions par prendre l'accusation de Raymond selon laquelle «les transsexuels divisent les femmes», et de la transformer en une force productive pour diviser de manière multiplicative les vieux discours binaires sur le genre - ainsi que le discours moniste de Raymond. Pour mettre au premier plan les pratiques d'inscription et de lecture qui s'inscrivent dans cette invocation délibérée de la dissonance, je propose de constituer les transsexuelles non pas comme une classe ou un « troisième genre » problématique, mais plutôt comme un genre -- un ensemble de textes incarnés dont le potentiel de perturbation productive des sexualités structurées et des spectres du désir reste à explorer.

### Appel à l'action
Au moment d'écrire ces lignes, Stone pensait que les voix des personnes trans n'étaient pas suffisamment représentées dans le discours dominant et que la communauté n'avait pas encore formé de contre-discours efficace. Elle soutient que l'institution du dépassement est en partie responsable de ce phénomène, d'une part parce que le dépassement est complice d'une construction médicale de la transsexualité qui réifie une binarité de genre stricte, et d'autre part parce qu'il nécessite la pratique de l'auto-effacement ou, selon les mots de Stone, une disparition  dans une «histoire plausible». L'auto-effacement requis pour l'accès au traitement et l'acceptation sociétale (c'est-à-dire mentir sur son passé dans le sexe « opposé » ou le « mauvais » corps) est non seulement préjudiciable individuellement, parce qu'il impose l'abnégation et inflige la honte, mais aussi politiquement préjudiciable car rendant les personnes trans culturellement illisibles, soutient Stone. Elle réitère ouvertement un appel politique à l'action lancé aux homosexuels pour qu'ils fassent un coming out : 
Ceci est familier à la personne de couleur dont la peau est suffisamment claire pour passer pour blanche, ou au placard gay ou lesbien... ou à quiconque a choisi l'invisibilité comme solution imparfaite à la dissonance personnelle. Essentiellement, je réarticule l'un des arguments de solidarité qui a été développé par les gais, les lesbiennes et les personnes de couleur.
Stone conçoit la personne « posttranssexuelle » comme une transsexuelle qui renonce à passer (comme un homme ou une femme cisgenre). Elle pense que c'est la condition préalable à un discours honnête et efficace, déclarant: « Pour une personne transsexuelle, en tant que transsexuelle, générer un contre-discours vrai, efficace et représentatif, c'est parler en dehors des frontières du genre ».
Vers la fin de l'essai, Stone conclut :

« L'essence du transsexualisme est l'acte de passer. Une personne transsexuelle qui passe obéit à l'impératif derridien : «Les genres ne doivent pas être mélangés. Je ne mélangerai pas les genres». Je ne pourrais pas demander à une personne transsexuelle quelque chose de plus inconcevable que de renoncer à passer, d'être consciemment «lue», de se lire à haute voix - et par cette lecture troublante et productive, de commencer à s'écrire soi-même dans les discours par lesquels on a été décrit - en effet, alors, de devenir une (attention - j'ose le dire encore ?) posttranssexuelle. »

## Analyse
Chris Coffman, professeur agrégé à l'université de l'Alaska à Fairbanks, a écrit que l'essai de Stone est « une revendication pour les personnes transgenres dans la théorie et la culture féministes ». Coffman a noté que le travail de Stone, ainsi que d'autres théoriciens queer, a contré les constructions antérieures de l'identité transgenre par les institutions médicales et s'est opposé au milieu universitaire qui présentait les personnes transgenres comme psychologiquement anormales. 
L'Encyclopédie de Philosophie de Stanford déclare que le texte doit beaucoup au « Manifeste cyborg » de Donna Haraway et à la « conscience métisse » de Gloria Anzaldua. Stone fait explicitement référence à la théorisation de Haraway sur «Coyote» , un processus de transformation continu de soi. L'essai est également influencé par la théorie textuelle de Jacques Derrida et la politique de résistance de Michel Foucault. 
D'autres ont élargi les concepts de Stone ou les ont incorporés dans leurs propres cadres, comme Talia Mae Bettcher, dont le concept d'autorité à la première personne (FPA) s'inspire de l'appel de Stone aux «récits trans-auteurs». 
Dans le livre Partly Coloured, Leslie Bow résume l'idée de Stone selon laquelle les personnes  transsexuelles sont confrontées à un impératif culturel pour être socialement acceptées en se présentant comme homme ou femme, et compare L'Empire contre-attaque aux écrits de James Loewen (en) sur les pressions raciales de ce que signifie être chinois ou avoir des « identités définies par l'État » de « couleur » ou « blanche » aux États-Unis à l'époque de Jim Crow.

## Réception et impact
L'Empire contre-attaque est fréquemment crédité comme le texte fondateur des études sur la transidentité dans le milieu universitaire,, avec d'autres travaux transgenres critiques émergeant après lui,. 
En 2016, Susan Stryker et Talia M. Bettcher ont écrit que «le manifeste de Stone a intégré de nombreux volets différents d'analyse féministe, queer et trans dans une puissante boîte à outils conceptuelle qui reste vitale pour le domaine aujourd'hui». 